# Minuit... Champs-Élysées
Pour plus de détails, voir Fiche technique et Distribution.
Minuit... Champs-Élysées est un film français réalisé par Roger Blanc, sorti en 1954.

## Fiche technique
- Titre : Minuit... Champs-Élysées
- Réalisation : Roger Blanc
- Scénario : Roger Blanc et Pierre Gaurier
- Dialogues : Jacques Celhay
- Décors : Daniel Guéret
- Photographie : Pierre Dolley
- Son : René Longuet
- Montage : Jeannette Berton
- Musique : Daniel White
- Sociétés de production : Les Films Minerva - Les Films de Clairbois - Les Films du Dragon
- Tournage : du 21 septembre au 20 octobre 1953 (Paris et région parisienne)
- Pays d'origine :  France
- Format :  Noir et blanc  - 35 mm - Son mono
- Genre : Policier
- Durée : 90 minutes
- Date de sortie :
  - France, 29 janvier 1954
- Affiche : Constantin Belinsky (France)

## Distribution
- Jacqueline Pierreux : Lili
- Paul Azaïs
- Robert Berri : Robert Duchemin
- Pierre Larquey : Monsieur Gilbert
- Alain Bouvette : Le camionneur
- Jean Lara : Enrico
- Janine Grenet : Micheline Gilbert
- Albert Rémy : Etienne
- Robert Dalban : L'inspecteur Bougeaud
- Charles Lemontier
- Bernard Charlan : Un gendarme